# Panagidia Galaktotrofousaklooster
Het Panagidia Galaktotrofousaklooster (Grieks: Ιερά Μονή Παναγια Γαλακτοτροφουσα) is een klein Cypriotisch-orthodox klooster op het eiland Cyprus, in het Griekse gedeelte.
Anno 2012 leven er slechts nog drie monniken in het klooster. De oudste monnik is 82 jaar. De andere monniken zijn 78 en rond de 40. Het klooster bestaat uit slaapvertrekken, een kerk op de binnenplaats en enkele kamers die als expositieruimte zijn ingericht. Een van de kamers gaat over de geschiedenis van het klooster en in een andere kamer ligt in een vitrinekast de oprichter van het klooster als mummie. De monniken leven onder andere van de verkoop van hun eigen olijfolie.

Het kerkje van het klooster
De binnenkant van de kloosterkerk
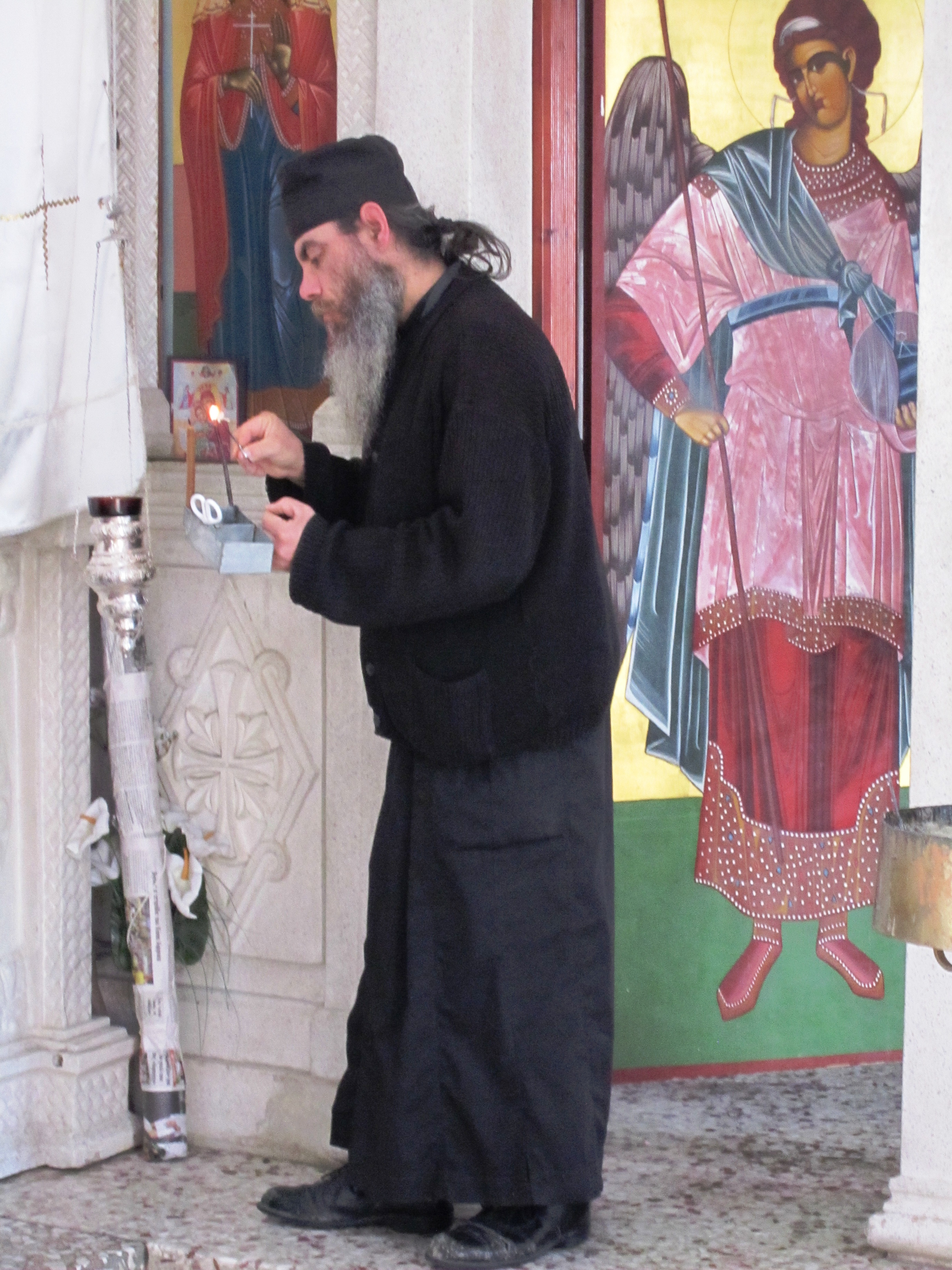
Monnik aan het werk in de kerk
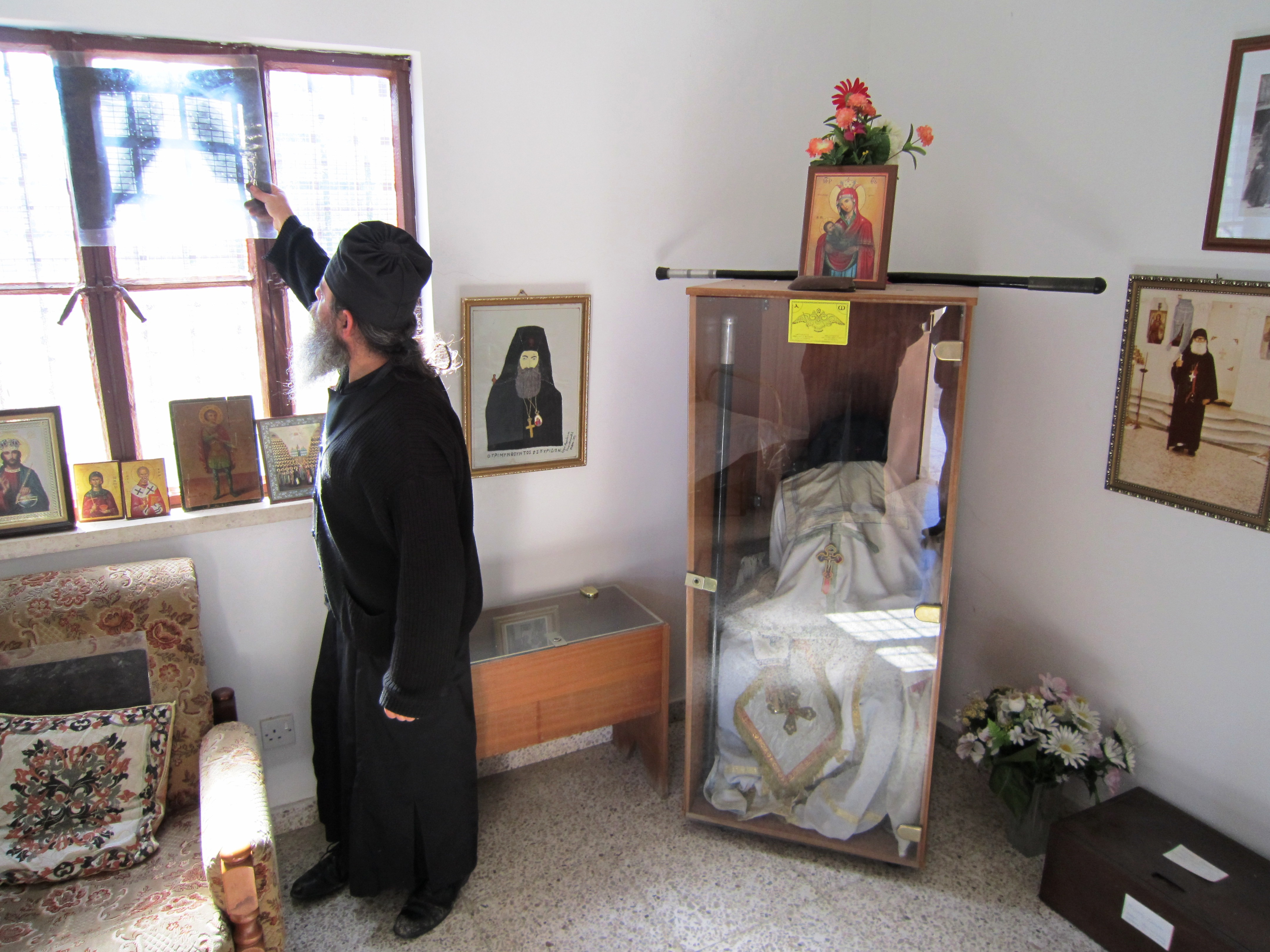
Monnik met de mummie van de oprichter met röntgenfoto
De kamer met de geschiedenis van het museum
Fles olijfolie uit het klooster